# Campionato mondiale di scherma 1998
Il Campionato mondiale di scherma del 1998 si è svolto a La Chaux-de-Fonds in Svizzera.
Sono stati assegnati 4 titoli femminili e 6 titoli maschili:
- femminile
  - fioretto individuale
  - fioretto a squadre
  - spada individuale
  - spada a squadre
- maschile
  - fioretto individuale
  - fioretto a squadre
  - sciabola individuale
  - sciabola a squadre
  - spada individuale
  - spada a squadre

## Risultati

### Uomini
| Evento                          | Oro                                                                       | Argento                                                                 | Bronzo                                                                       |
| Spada                           |                                                                           |                                                                         |                                                                              |
| Spada individuale (dettagli)    | Hugues Obry                                                               | Péter Vánky                                                             | Carlos Pedroso Attila Fekete                                                 |
| Spada a squadre (dettagli)      | Ungheria Krisztián Kulcsár Iván Kovács Géza Imre Attila Fekete            | Francia Hugues Obry Frantz Philippe Éric Srecki Rémy Delhomme           | Russia Pavel Kolobkov Aleksandr Eleckich Andrej Kolotilin Valerij Zacharevič |
| Fioretto                        |                                                                           |                                                                         |                                                                              |
| Fioretto individuale (dettagli) | Serhij Holubyc'kyj                                                        | Elvis Gregory                                                           | Piotr Kiełpikowski Salvatore Sanzo                                           |
| Fioretto a squadre (dettagli)   | Polonia Adam Krzesiński Sławomir Mocek Ryszard Sobczak Piotr Kiełpikowski | Francia Patrice Lhotellier Lionel Plumenail Laurent Bel                 | Corea del Sud Kim Yeong-Ho Yu Bong-Hyeong Chung Kwang-Suk Kim Seung-Pyo      |
| Sciabola                        |                                                                           |                                                                         |                                                                              |
| Sciabola individuale (dettagli) | Luigi Tarantino                                                           | Raffaello Caserta                                                       | Fernando Medina Sergej Šarikov                                               |
| Sciabola a squadre (dettagli)   | Ungheria József Navarrete Domonkos Ferjancsik György Boros Zsolt Nemcsik  | Francia Damien Touya Jean-Philippe Daurelle Mathieu Gourdain Gaël Touya | Polonia Norbert Jaskot Marcin Sobala Rafał Sznajder Dariusz Gilman           |

### Donne
| Evento                          | Oro                                                                             | Argento                                                                  | Bronzo                                                                       |
| Fioretto                        |                                                                                 |                                                                          |                                                                              |
| Fioretto individuale (dettagli) | Sabine Bau                                                                      | Svetlana Bojko                                                           | Giovanna Trillini Valentina Vezzali                                          |
| Fioretto a squadre (dettagli)   | Italia Giovanna Trillini Valentina Vezzali Diana Bianchedi Annamaria Giacometti | Romania Roxana Scarlat Zsofia Lazăr-Szabo Laura Badea Claudia Grigorescu | Polonia Barbara Wolnicka Sylwia Gruchała Anna Rybicka Magdalena Mroczkiewicz |
| Spada                           |                                                                                 |                                                                          |                                                                              |
| Spada individuale (dettagli)    | Laura Flessel                                                                   | Denise Holzkamp                                                          | Hajnalka Tóth Gyöngyi Szalay                                                 |
| Spada a squadre (dettagli)      | Francia Laura Flessel Sophie Moressée-Pichot Valérie Barlois Sangita Tripathi   | Cuba Tamara Esteri Mirayda García Zuleydis Ortíz Milagros Palma          | Ucraina Jeva Vybornova Viktorija Titova Alla Mironjuk Anna Harina            |

## Medagliere
| Posizione | Nazione       |    |    |    | Totale |
| --------- | ------------- | -- | -- | -- | ------ |
| 1         | Francia       | 3  | 3  | 0  | 6      |
| 2         | Italia        | 2  | 1  | 3  | 6      |
| 3         | Ungheria      | 2  | 0  | 3  | 5      |
| 4         | Germania      | 1  | 1  | 0  | 2      |
| 5         | Polonia       | 1  | 0  | 3  | 4      |
| 6         | Ucraina       | 1  | 0  | 1  | 2      |
| 7         | Cuba          | 0  | 2  | 1  | 3      |
| 8         | Russia        | 0  | 1  | 2  | 3      |
| 9         | Romania       | 0  | 1  | 0  | 1      |
| 9         | Svezia        | 0  | 1  | 0  | 1      |
| 11        | Spagna        | 0  | 0  | 1  | 1      |
| 11        | Corea del Sud | 0  | 0  | 1  | 1      |
| Totale    | Totale        | 10 | 10 | 15 | 35     |